# VDL Klima
VDL Klima is een in Eindhoven gevestigd installatiebedrijf en machinefabriek, opgericht in 1909.

## Beginjaren
In april 1909 begint de directeur van het gemeentelijk gas- en waterleidingsbedrijf te Eindhoven, Johann Wilhelm Volker (Delden 1869- Eindhoven 1939) na eerdere activiteiten onder eigen naam met een bescheiden constructiewerkplaats (300m²), aan de Kanaaldijk te Eindhoven onder de naam J.W. Volker & Co. Volker zegt begin 1910 zijn betrekking bij de gemeente op, van zijn compagnon, de plaatselijke bouwkundige F J Wolters, neemt hij al in 1911 afscheid, onder handhaving van de bestaande firmanaam. Het bedrijf richt zich aanvankelijk op producten voor de gasfabricage als de ovenbouw naast koelers, exhausters, kolenwagens en ook loopkranen. Het fungeert tevens als technisch bureau en installatiebedrijf voor de aanleg van (gas)buizen.
Rond 1914 start de vervaardiging van stalen ribbenbuizen die in 1915 tot de stalen spiraal ribbenbuis wordt ontwikkeld, een in Nederland nieuw vervaardigd product. Het wordt naast drooginstallaties tijdens de Eerste Wereldoorlog een hoofdproduct. Vanuit de drooginstallaties komt de firma bij de lucht- en koeltechniek terecht wat leidt tot de productie van axiaal- en centrifugaalventilatoren.
Na de oorlog wordt tevens de opkomende centrale verwarmingsindustrie een belangrijk bedrijfsonderdeel. Deze afdeling staat vanaf 1923 onder leiding van een zoon van de oprichter, Michael Wilhelm (Willie) Volker (Krefeld 1900- Eindhoven 1963). In 1925 volgt een naamswijziging in Eerste Nederlandsche Fabriek van Stalen Ribbenbuizen. Het bedrijf fungeert verder vanaf 1927 mede als vertegenwoordiger van de fa Heinen & Comp. te Bad-Godesberg voor toestellen en inrichting van gasfabrieken. Na terugtrekking in 1936 van de oprichter komt de algehele leiding bij Wilie Volker. Deze geeft leiding aan de dan gesplitste twee bedrijfsonderdelen: de luchtverhitters, ventilatoren en pijpleidingen en de afdeling Centrale Verwarming. De afdeling Centrale Verwarming wordt in 1939 ondergebracht in een aparte nv. De eigen producten krijgen de handelsnaam Klima.

## Na 1944
De wederopbouw leidt tot een grote groei, de personeelssterkte stijgt snel. Bij het 40jarig jubileum (blijkbaar in 1948) tellen beide bedrijfsonderdelen ieder 60 man personeel. Naast de ribbenbuizen (export naar Scandinavië) zijn de luchtverwarmers voor de textielindustrie en de utiliteitsmarkt belangrijk. In 1947 komt een nieuwe afdeling voor plaatwerk tot stand, in 1950 opent het bedrijf een in eigen beheer gebouwde nieuwe fabriek aan de Rogier van der Weydenstraat, totaal  bedrijfsoppervlak 11000 m². Inmiddels zijn er onder de paraplu van Volker-Klima twee nv‘s: Volker Centrale Verwarming en Klima. In 1958 werken er ruim 250 personen. Willie Volker laat het bedrijf bij zijn dood in 1963 na aan zijn vriend Bisschop Bekkers van het bisdom Den Bosch. Bisschop Bekkers verkoopt de aandelen aan Wim van Doorne, directielid van DAF en voorzitter van een Eindhovense Stichting met sociaal-maatschappelijke doelstellingen.
Ondertussen begint Klima als gevolg van een tekort aan arbeidskrachten in Nederland in 1963 met de productie van luchtroosters en kleppen in het oude goederenstation van Hamont-Achel. Twee jaar daarvoor opent het eerste buitenlandse verkoopkantoor in Brussel. In 1973 telt Klima een zeshonderd personeelsleden. In 1985 wordt Koen Lauteslager algemeen directeur van Klima. Onder zijn leiding opent in 1986 een verkoopkantoor in Lille. In 1987 neemt hij de aandelen van de stichting over. Er vindt een aanpassing van het productaanbod plaats, men  richt zich geheel op de industriële markt. In 1998 neemt VDL Groep de Klima Holding over.